# Dannii Minogue
Danielle Jane Minogue nota come Dannii Minogue (Melbourne, 20 ottobre 1971) è una cantautrice, attrice, personaggio televisivo e imprenditrice australiana.
Sorella minore della cantautrice Kylie Minogue, ha ottenuto successo negli anni '90, pubblicando cinque album in studio e numerosi singoli, esordendo nove volte nella top10 della UK Singles Charts e tredici prime posizioni nella UK Dance Chart, divenendo ad oggi l'unica artista a detenere questo record. In tutto il mondo ha venduto oltre 7 milioni di copie e ha collaborato con numerosi artisti, tra cui la sorella Kylie, Jason Nevins, Soul Seekerz, Gary Barlow, Eurogroove.
Sin dagli esordi ha recitato in serie televisive, tra cui Home and Away (1989-1991), e a teatro, tra cui in Macbeth (1999) e Notre-Dame de Paris (2000), divenendo nel corso degli anni un personaggio televisivo presente nei palinsesti britannici e australiani, nel ruolo di giudice e coach in numerosi talent, tra cui The X Factor Australia, The X Factor UK, Australia's Got Talent, Let It Shine UK (2017) e The Masked Singer Australia dal 2019.

## Biografia

### 1979-1995:Dannii, le origini
Debutta nella TV australiana recitando in alcune telenovelas, ma è già nel 1979 che si fa notare dal pubblico come membro del cast fisso del talent show Young Talent Time, dove mette in luce le sue doti di cantante e ballerina, diventando ben presto una beniamina del pubblico. Dopo aver lasciato il programma nel 1988, torna a recitare in alcune popolari soap-opera, tra cui Home and Away, aumentando notevolmente la sua popolarità e vincendo un Silver Logie, il premio televisivo australiano più prestigioso.
Sempre nel 1988 lancia sul mercato la sua linea di moda Dannii, che registra il tutto esaurito in soli 10 giorni. L'anno successivo sigla un contratto discografico con la Mushroom Records e si mette al lavoro con i produttori Alvin Moody e Vincent Bell per realizzare il suo primo album, intitolato semplicemente Dannii, che viene pubblicato nell'ottobre 1990 in Australia e nell'estate successiva in Europa, Giappone e Stati Uniti con il titolo Love & kisses. Il disco ottiene un notevole successo, esordendo al 4º posto in Australia, 8º nel Regno Unito, con quasi mezzo milione di copie vendute in tutto il mondo.
Nell'ottobre del 1993 esce il secondo album, Get Into You. Nonostante un singolo nella Top 10 inglese e nonostante l'album sia decisamente più maturo e vocalmente valido del precedente, l'album vende soltanto 20 000 copie in tutto il mondo. Nel 1995 si mette al lavoro per un terzo album, ma dissapori con la casa discografica portano allo scioglimento del contratto.
Dannii inizia così a dedicarsi alla carriera di presentatrice televisiva, conducendo il popolare show mattutino The Big Breakfast nel Regno Unito, seguito da altri popolari show come Disney Time, It's Not Just Saturday, un magazine giovanile di grande successo, Electric Circus e, nel 1997, il chart show Top of the Pops. Sempre il 1997 vede la più giovane delle sorelle Minogue al debutto teatrale con il musical Grease, tratto dall'omonimo film. Riceve ottime recensioni per la sua interpretazione di Rizzo e lo show registra il tutto esaurito per due anni consecutivi.
Dannii tornerà a teatro due anni dopo con una interpretazione di Lady MacBeth presso i Royal Botanic Gardens, nell'ambito del Festival di Edimburgo. L'anno successivo ottiene poi il ruolo di Esmeralda, protagonista dell'acclamato musical Notre-Dame de Paris. È un successo straordinario nel Regno Unito, in Canada e in Francia, che la porta a vincere un Maxim Award per la sua performance.

### 1996-2001:Girl
Tornando alla sua carriera musicale, nel 1997 esce il terzo album. Girl, realizzato dalla Eternal Records/Warner Music, segna una svolta nella sua carriera: Dannii abbandona il pop più commerciale dei primi lavori e collabora con gli Xenomania, un team emergente di produttori inglesi specializzati in musica electro-pop che in seguito firmeranno i successi delle Sugababes. Inoltre Dannii è coautrice della maggior parte delle canzoni dell'album. Nonostante le buone recensioni della critica e il successo del primo singolo All I wanna do (oltre 175,000 copie vendute, è tutt'oggi il singolo di Dannii col record di vendite), l'album non ha successo nelle classifiche di vendita, fermandosi ad un deludente risultato di 25 000 copie vendute in tutto il mondo.
Si fa però notare nelle dance charts e in ambienti più underground, "riabilitando" in un certo modo l'immagine di Dannii: da pop singer adolescenziale a regina delle discoteche. È in questo periodo che nasce anche il suo soprannome Disco. Nel 1999 pubblica solamente in Australia una canzone registrata quattro anni prima e che sarebbe dovuta entrare a far parte del suo terzo album per la Mushroom records, poi mai realizzato. Everlasting Night, questo il titolo del singolo, viene scelto come inno ufficiale del Sydney Gay and Lesbian Mardi Gras, l'annuale gay pride australiano, confermando così lo status di icona gay di Dannii.

### 2002-2004:Neon Nights

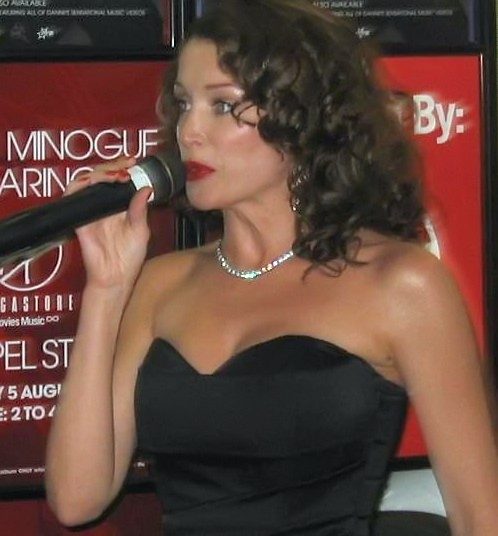
Dannii Minogue nel 2006

Ritorna alla musica solo alla fine del 2001 collaborando con il dj olandese Riva nel brano Who Do you Love Now?, che si rivela un grandissimo successo (terzo posto nella classifica inglese) e che le dà l'occasione di firmare un nuovo contratto con l'etichetta inglese London Records, che prevede la pubblicazione di ben 6 album. Nel mese di ottobre 2002 esce Put The Needle On It, estratto dall'imminente primo album edito dalla London Records e scritto in collaborazione con Karen Poole, autrice di numerosissimi successi pop degli ultimi anni.
Nel 2003 arriva il tanto atteso quarto album Neon Nights, che viene recensito dalla BBC: 
(Andrew McGregor, BBC)
Debuttando al n°8 nel Regno Unito e piazzando tutti e 4 i singoli estratti nella Top 10 inglese (Who Do You Love Now?, Put The Needle On It, I Begin To Wonder e Don't Wanna Lose This Feeling) diventa il suo album di maggior successo conquistando il disco d'oro per le 150 000 copie vendute. Il discreto successo, decisamente sotto le aspettative della London Records, non è però ritenuto sufficiente dalla casa discografica, che decide di rompere il contratto a causa anche di problemi finanziari legati alla crisi della discografia. Nell'estate 2003 debutta come conduttrice radiofonica con il suo show Neon Nights su Capital FM, dove propone un'interessante miscela di electro-pop anni ottanta.

### 2004-2006:All Around The World Records
All'inizio del 2004 passa all'etichetta dance indipendente All Around The World Records e nel mese di ottobre pubblica il singolo You Won't Forget About Me in collaborazione con gli italiani Flower Power (Andrea Jeannin e Stefano Mazzacani), che diventa uno dei pezzi più ballati in Europa. È anche l'unico singolo di Dannii ad avere un certo successo in Italia, entrando alla posizione 12 dei singoli. Nel novembre 2005 propone Perfection, una collaborazione con il dj-team Soul Seekerz, confermando così una svolta nettamente dance della sua produzione musicale.
Com'è ormai abitudine, il singolo conquista le dance charts ed è al n°11 in Inghilterra e al n°13 in Australia. È però il suo primo singolo a non entrare nella Top 10 inglese dal 1998. Nel giugno 2006 esce in Regno Unito la raccolta The Hits & Beyond, che oltre a raccogliere i suoi 15 maggiori successi propone anche 5 nuove canzoni. L'album è disponibile anche in una limited edition in cd+dvd che ripropone 16 videoclip della cantante.
Il primo singolo è So Under Pressure, ispirata ai brutti mesi segnati dalla malattia della sorella Kylie. Il singolo debutta ad un deludente n°20 in Gran Bretagna. È però il clamoroso flop dell'album in madrepatria (749 copie vendute nella prima settimana e debutto al n°67), che blocca l'uscita del secondo singolo, I Can't Sleep At Night, la cui uscita era già stata prevista nel 2005 al posto di Perfection e il cui video, girato da tempo, era già stato incluso nella limited edition del greatest hits. Nel novembre 2006 partecipa alla compilation natalizia The Spirit of Christmas col brano I'll Be Home For Christmas, disponibile solo sul mercato australiano tramite i grandi magazzini Myer.
Nel mese di dicembre 2006 raggiunge invece per l'undicesima volta la posizione numero 1 nella classifica dance inglese col brano He's The Greatest Dancer, cover di un brano del 1979 delle Sister Sledge. È la prima artista donna a raggiungere un simile risultato. Nel gennaio 2007 pubblica, esclusivamente come download legale attraverso il suo sito ufficiale e quello della casa discografica il tanto sospirato brano I Can't Sleep At Night.

### 2007:Club Disco & Unleashed
Il 2007 è l'anno in cui Dannii torna a lavorare per la TV australiana come membro della giuria di un popolare talent show, Australia's Got Talent. Il 14 aprile 2007 esce in esclusiva sul mercato australiano il singolo He's The Greatest Dancer, contenente anche una versione remixata dal duo inglese Shapeshifters. A sorpresa il brano viene poi pubblicato anche in Spagna, dove entra in top 10 nella classifica dei singoli più venduti.
Da agosto a dicembre 2007 è uno dei membri della giuria della quarta serie del popolarissimo talent-show inglese The X-factor, a cui partecipa tuttora. Il 22 ottobre 2007 esce un nuovo album in formato digitale chiamato Club Disco, includente alcuni singoli, alcune nuove canzoni e diversi remix. Successivamente viene pubblicata anche la corrispettiva versione su cd, disponibile però solo sul mercato australiano. Vengono poi ristampati gli album Neon Nights e Girl in versione Deluxe: 2 dischi per album contenenti, oltre alle canzoni originali, remix inediti e b-side mai pubblicate precedentemente.
Il 5 novembre 2007 escono poi un altro album, Unleashed, una raccolta di materiale precedentemente pubblicato in versioni inedite più nove nuove tracce rimaste nel cassetto, ed un dvd, The Video Collection, includente tutti i videoclip della carriera di Dannii più diversi extra.
Il 3 dicembre 2007 viene pubblicato sul mercato inglese un nuovo singolo, Touch Me Like That. La canzone è accreditata come Dannii Minogue Vs Jason Nevins ed ha scarso successo commerciale, a causa anche di una promozione quasi inesistente. Qualche mese dopo il singolo viene pubblicato anche sul mercato australiano, sempre con scarso successo.

### 2008-2012:The 1995 sessions,  This Is It: The Very Best Ofe nuovi progetti televisivi

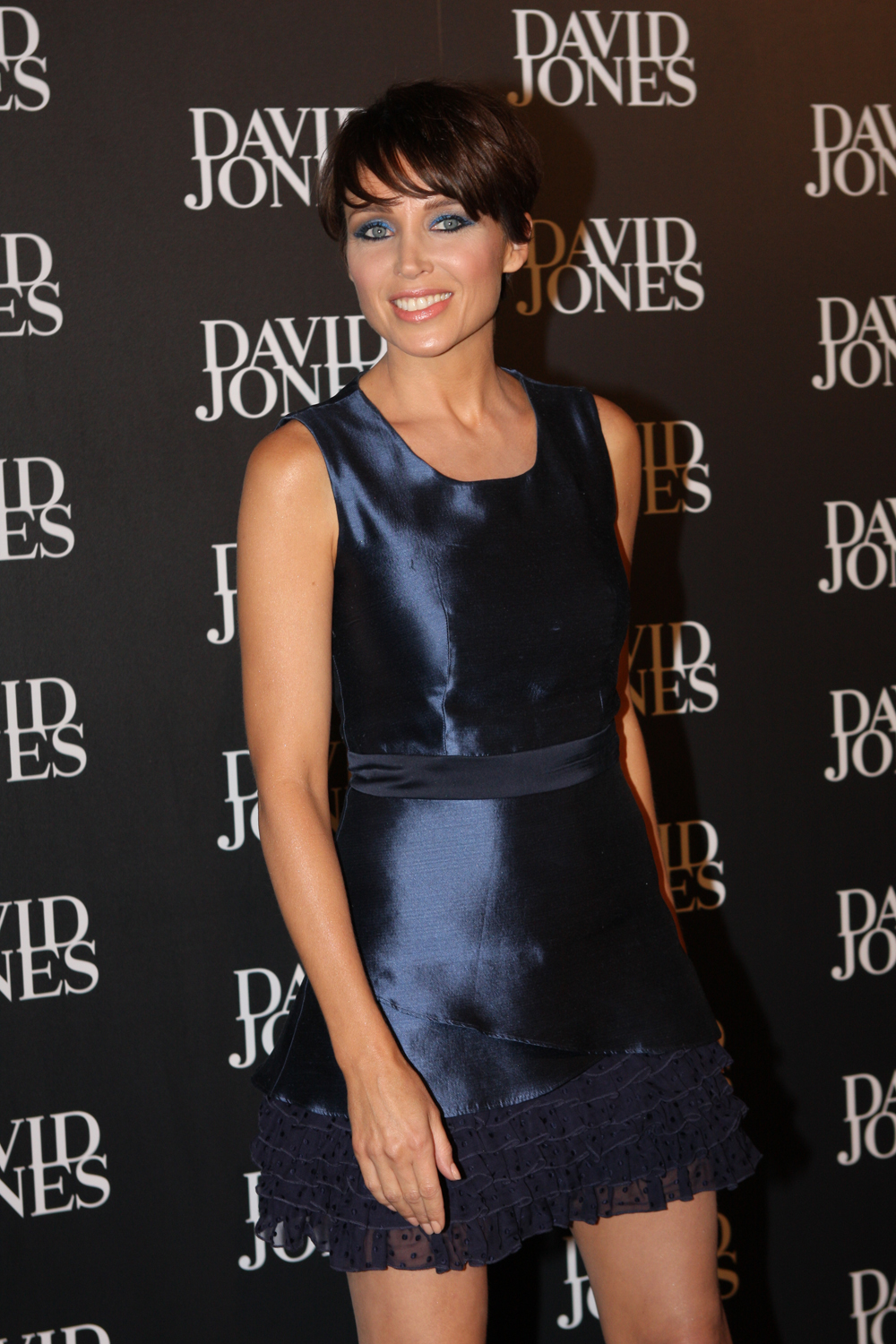
Dannii Minogue nel 2012

Nel 2008 partecipa di nuovo come membro della giuria della versione inglese di The X-Factor, mentre a fine anno pubblica due nuove canzoni: un duetto con la sorella, The Winner Takes It All, cover degli ABBA per la colonna sonora del film Beautiful People e More More More, cover di Andrea True Connection, inclusa nell'ultimo volume delle compilation dance Hed Kandi.
A novembre 2009 Dannii fa una sorpresa ai fan pubblicando i suoi primi due album di studio Love & Kisses e Get Into You in versione deluxe, con remix, b-side e altre rarità. È poi uscito anche un album di inediti dal titolo Dannii Minogue: the 1995 sessions comprendente 12 tracce registrate nel 1995 per il terzo album mai pubblicato. Tra le canzoni incluse anche le versioni originali di Everlasting Night e di Coconut, quest'ultima inclusa poi in Girl.
A gennaio 2010 rivela di essere in attesa del primo figlio dal compagno, il modello Kris Smith, nato poi in Australia nel mese di luglio. Dannii è stata poi scelta come nuovo volto pubblicitario per i grandi magazzini britannici "Marks and Spencer" dal mese di marzo.
Nel mese di settembre esce in Inghilterra e Australia la prima autobiografia ufficiale, My Story. Sempre a settembre esce in Italia una nuova versione del cd singolo You Won't Forget About Me, contenente diversi nuovi remix.
Nel 2011 firma un nuovo contratto discografico con la Warner/Rhino Records per cinque album. Nello stesso anno decide di non prendere più parte al famoso programma televisivo X Factor.
Sempre nel 2011 fa uscire un altro libro, questa volta sul mondo della moda, dal titolo My style in cui non vuole dettare una moda ma incoraggiare il pubblico a trovare una propria moda per stare bene. Il libro è un successo nel Regno Unito. Nel 2012 dice di voler aspettare per un comeback discografico perché non si sente pronta.

### 2013-presente: Televisione e nuovi progetti discografici

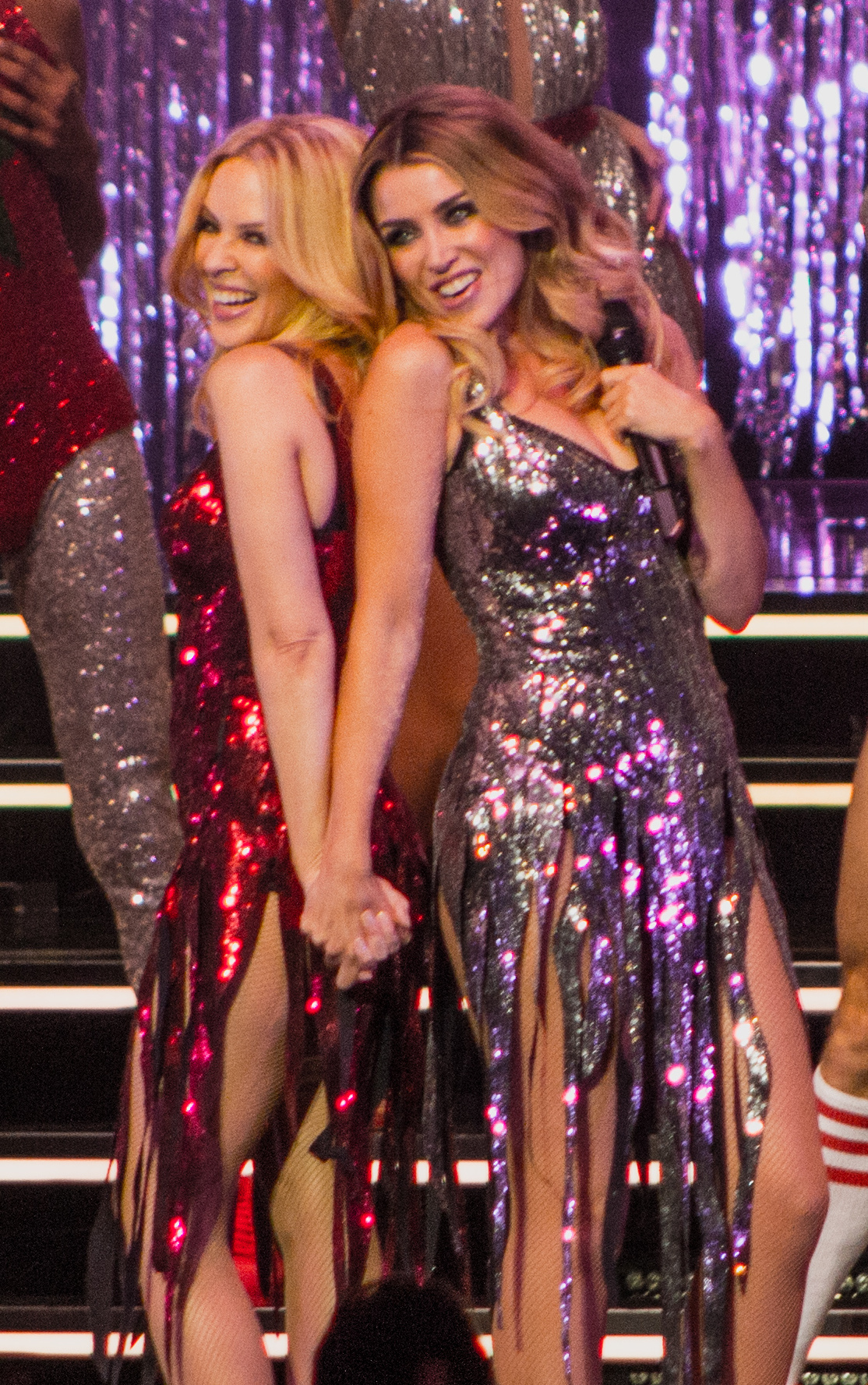
Dannii e Kylie Minogue durante il concerto alla Royal Albert Hall del 2015.

Il 25 luglio 2013 annuncia l'uscita di un nuovo greatest hits dal titolo This is it/The very best of Dannii Minogue, che contiene le maggiori hits dal 1990 al 2009, il duetto con la sorella Kylie su The winner takes it all degli ABBA e un nuovo singolo dal titolo Cause you're beautiful. La compilation esce il 23 agosto 2013 sia nel Regno Unito che in Australia, dove esordisce alla posizione 80 della ARIA Charts.
Nell'aprile dello stesso anno conferma di essere la nuova giudice di X Factor Australia per il 2013 al posto di Mel B. A fine novembre, dopo la sua vittoria come giudice a X Factor 2013, fa uscire on line un pezzo di Natale, Santa Claus Is Comin' to Town, in duetto con Ronan Keating. Sempre nel 2013 viene scelta come giudice di Britain & Ireland's Next Top Model. Tra il 2014 e il 2015 viene confermata nel cast di X Factor.
Nel 2015, dopo il singolo Summer of Love, presentato al Mardi Gras in Australia, e collabora con la sorella Kylie alla traccia 100 Degrees, presente nell'album Kylie Christmas. L'11 dicembre 2015 partecipa allo show tenuto dalla sorella per promuovere l'album natalizio all'Royal Albert Hall di Londra. Nel 2016 presenta la nuova canzone Holding On e inizia un mini tour australiano assieme ai Culture Club. Nel 2017 viene scelta dai Take That come artista di apertura dei concerti australiani del Wonderland Live Tour, e pubblica il singolo Galaxy, scritto dalla cantautrice Sia.
Nel 2017 torna nei palinsesti televisivi britannici come giudice del talent show Let It Shine, al fianco di Gary Barlow e Martin Kemp. Nel 2018 veste il ruolo di presentatrice nel programma Dance Boss, e nella versione australiana Ultimate Beastmaster per Netflix. Dal 2019 torna a lavorare nel nuovo programma The Masked Singer Australia in veste di giudice. Nel 2021 è ospite in veste di giudice assieme alla sorella Kylie nel secondo episodio di RuPaul's Drag Race Down Under.

## Vita privata

### Relazioni
Nel 1990 inizia a frequentare l'attore Julian McMahon, figlio del Primo ministro australiano Sir William McMahon and Lady McMahon. Minogue e McMahon si sposano nel 1994, divorziando l'anno successivo per problemi legati alla famiglia del marito. Minogue ha dichiarato che Lady McMahon aveva minacciato di non partecipare al matrimonio del figlio, creando dissapori nella coppia. Successivamente alla rottura Minogue ha posato nuda per Playboy, dichiarando di volersi sentire finalmente libera dopo quella situazione familiare.
Nell'ottobre 1999 viene resa pubblica la relazione con il campione di Formula 1 Jacques Villeneuve. La coppia si separa nel 2001.
Nei primi mesi del 2002 inizia una relazione con il produttore discografico Craig Logan, terminata nel dicembre dello stesso anno.
Nel 2008 inizia a frequentare il modello ed ex rugbista australiano Kris Smith. Il 5 luglio 2010 la coppia ha avuto un figlio, Ethan Edward Minogue-Smith. Nel 2012 Minogue ha annunciato la separazione della coppia.

### Rapporto con la sorella Kylie
Nel corso della sua carriera, Minogue è stata spesso paragonata a sua sorella Kylie, la cui carriera ha avuto un maggiore successo internazionale, in termini di vendite, riconoscimenti e popolarità, portando Dannii a soffrire per l'inferiorità percepita. Nonostante ciò negli anni l'artista ha superato la questione, grazie all'aiuto della stessa sorella.
Kylie in più occasioni ha criticato il giudice di X Factor Louis Walsh per le sue battute alla sorella: "Sono così orgogliosa di mia sorella e mi infastidisce profondamente quando vengono fatti paragoni tra di noi. In Inghilterra è impossibile non sapere chi sia. Era in TV ogni settimana da quando aveva 7 anni. [...] Quando riceve le patetiche battute di Louis Walsh, tra cui, che lei non ha avuto un disco di successo e questo non è assolutamente vero".

## Discografia

### Album
- 1990/1991 - Dannii/Love and Kisses
- 1993 - Get Into You
- 1997 - Girl
- 2003 - Neon Nights
- 2007 - Club Disco

### Raccolte
- 1991 - U.K. Remixes (solo in Giappone)
- 1998 - The Singles (solo in Australia)
- 1999 - The Remixes (solo in Australia)
- 2006 - The Hits & Beyond
- 2007 - Unleashed
- 2009 - The Early Years
- 2009 - The 1995 sessions
- 2013 - This Is It: The Very Best Of

### Singoli
- 1990 - Love And Kisses (UK #8, AUS #4)
- 1990 - Success (UK #11, AUS #28)
- 1990 - I Don't Wanna Take This Pain (UK #40, AUS #92)
- 1991 - Jump To The Beat (UK #8, AUS #48)
- 1991 - Baby Love (UK #14, AUS #26)
- 1992 - Show You The Way To Go (UK #30, AUS #104)
- 1992 - Love's On Every Corner (solo in Inghilterra) (UK #44)
- 1993 - This Is It (UK #10, AUS #13)
- 1993 - This Is The Way (UK #27, AUS #45)
- 1994 - Get Into You (UK #36, AUS #79)
- 1995 - Rescue Me (Eurogroove featuring Dannii Minogue)
- 1995 - Boogie Woogie (Eurogroove featuring Dannii Minogue) (solo in Giappone)
- 1997 - All I Wanna Do (UK #4, AUS #11)
- 1997 - Everything I Wanted (UK #15, AUS #44)
- 1998 - Disremembrance (UK #21, AUS #53)
- 1998 - Coconut (solo in Australia) (AUS #62)
- 1999 - Everlasting Night (solo in Australia) (AUS #42)
- 2001 - Who Do You Love Now? (Riva featuring Dannii Minogue) (UK #3, AUS #15)
- 2002 - Put The Needle On It (UK #7, AUS #11)
- 2003 - I Begin To Wonder (UK #2, AUS #14)
- 2003 - Don't Wanna Lose This Feeling (UK #5, AUS #22)
- 2004 - Come and Get It (J.C.A. featuring Dannii Minogue) (solo in Germania)
- 2004 - You Won't Forget About Me (versus Flower Power) (UK #7, AUS #20)
- 2005 - Perfection (with The Soul Seekerz) (UK #11, AUS #13)
- 2006 - So Under Pressure (UK #20, AUS #16)
- 2007 - I Can't Sleep at Night
- 2007 - He's the Greatest Dancer (AUS #37)
- 2007 - Touch Me Like That (versus Jason Nevins) (UK #48)
- 2015 - Summer of love
- 2015 - 100 Degrees (con Kylie Minogue)
- 2017 - Holding on (featuring Jason Heerah)
- 2017 - Galaxy
- 2023 - We Could Be The One
- 2024 - Thinking 'Bout Us (con Autone)

## Videografia
- 1991 - Love And Kisses - Video Collection (VHS)
- 1994 - Get Into You - Video Collection (VHS)
- 1999 - The Videos (VHS)
- 2007 - The Video Collection (DVD)

## Filmografia

### Cinema
- White Diamond (White Diamond: A Personal Portrait of Kylie Minogue), regia di William Baker (2007) – documentario

### Televisione
- Skyways – soap opera (1979), nel ruolo di Amy
- I Sullivans (The Sullivans) – soap opera, (1979), nel ruolo di Carla
- Home and Away – soap opera, 208 episodi (1989-1991),
- The X Factor UK – programma televisivo, (2007-2010), coach e giudice
- Australia's Got Talent – programma televisivo, (2007-2012), giudice
- The Kylie Show – speciale televisivo, (2007), co-presentatrice
- Nickelodeon UK Kids' Choice Awards 2008 – premiazione televisiva, (2008), presentatrice
- Beautiful People – serie televisiva, (2008), personaggio ricorrente
- Ultimate Movie Toons – premiazione televisiva, (2010), presentatrice
- Dannii Minogue: Style Queen – documentario biografico, (2010)
- The Talent Show Story – programma televisivo, (2012), opinionista
- Britain & Ireland's Next Top Model – programma televisivo, (2013), giudice
- The X Factor Australia – programma televisivo, 15 episodi (2013-2015), coach e giudice
- Boyzone at 20: No Matter What – programma televisivo, (2013), presentatrice
- Let It Shine UK – programma televisivo, (2017), giudice
- Ultimate Beastmaster  – web show, (2019), presentatrice
- Dance Boss  – web show, (2019), presentatrice
- The Masked Singer Australia – programma televisivo, (2019-presente), giudice
- RuPaul's Drag Race Down Under – programma televisivo, (2021), giudice

### Teatro
- 1997: Grease – nel ruolo di Rizzo
- 1999: Macbeth – nel ruolo di Lady Macbeth
- 2000: Notre-Dame de Paris – nel ruolo di Esmeralda
- 2000: I monologhi della vagina – ruoli vari